# Ciro Luis Urriola
Ciro Luis Urriola, né le 3 juillet 1863 à Panama et mort le 26 juillet 1922 à Ancón, est un homme politique panaméen. Il est président du Panama du 3 juin au 1er octobre 1918.